# Edo thất thủ
Edo thất thủ (Nhật: 江戸開城 Hepburn: Giang Hộ khai thành, Edo Kaijō), còn gọi là Edojō Akewatashi (江戸城明け渡し Giang Hộ thành minh độ) và Edo Muketsu Kaijō (江戸無血開城 Giang Hộ vô huyết khai thành), diễn ra vào tháng 5 và tháng 7 năm 1868, khi thành Edo (nay là Tokyo), do Mạc phủ Tokugawa kiểm soát, rơi vào tay lực lượng quan quân triều đình trong Chiến tranh Boshin.
Saigō Takamori, Tổng chỉ huy đạo quân Đông chinh của Thiên hoàng, từ sau chiến thắng trong trận Toba-Fushimi rồi trận Kōshū-Katsunuma, đang trên đường tiến quân đến thủ đô của Mạc phủ. Cuối cùng ông dồn toàn quân bao vây thành Edo vào tháng 5 năm 1868. Katsu Kaishū, cựu Tư lệnh hải quân của Tướng quân Tokugawa Yoshinobu, trên cương vị là Tư lệnh quân Mạc phủ canh giữ thành Edo, để tránh thành phố này rơi vào cảnh đổ máu, ông bèn mời Saigō đến chỗ mình thương lượng về việc mở cửa thành đầu hàng vô điều kiện.
Dù một số nhóm cựu thần Mạc phủ như Shōgitai (彰義隊 Chương Nghĩa đội) vẫn tiếp tục kháng cự ngay sau khi chính thức đầu hàng, nhưng do thực lực giữa hai bên chênh lệch quá nhiều nên bị đánh bại hoàn toàn trong trận Ueno ở đông bắc Edo, vào ngày 4 tháng 7 năm 1868. Thành phố giờ đây hoàn toàn nằm trong quyền kiểm soát của triều đình vào tháng 7 năm 1868. Trong suốt thời gian đó, cựu Tướng quân Yoshinobu tự nguyện giam mình tại chùa Kan'ei-ji tỏ ý quy thuận triều đình không một lời oán trách.
Ngày 3 tháng 9 năm 1868, thành phố được đổi tên thành Tokyo ("Đông Kinh"), và Thiên hoàng Minh Trị cùng văn võ bá quan quyết định dời đô đến Tokyo, chọn cư trú tại lâu đài Edo, Cung điện Hoàng gia ngày nay. Nhằm kỷ niệm sự kiện mang ý nghĩa lịch sử này, chính phủ đã cho dựng một tượng đài nhỏ tại địa điểm diễn ra cuộc gặp đầu hàng giữa Saigō Takamori và Katsu Kaishū, nằm ở Minato-ku, Shiba 5-33-1.